# Северодоњецк
Северодоњецк (укр. Сіверськодонецьк, рус. Северодонецк) је град у Украјини, у Луганској области, дефакто под контролом Русије. Према процени из 2012. у граду је живело 109.891 становника.
Услед рата у Донбасу Северодоњецк је био привремено седиште администрације Луганске области.

## Становништво
Према процени, у граду је 2012. живело 109.891 становника.
| 1979.   | 1989.   | 2001.   | 2012.   |
| ------- | ------- | ------- | ------- |
| 113.041 | 131.376 | 119.940 | 109.891 |

## Партнерски градови
- Ровно